# 龙源路街道
龙源路街道，是中华人民共和国河南省郑州市金水区下辖的一个乡镇级行政单位。

## 行政区划
龙源路街道的管辖范围西起中州大道、北接连霍高速公路、东至魏河、南临龙湖内环路和北三环，下辖以下地区：
唐庄村、安庄村、王马庄村、小河村和黄家门村。